# Skelett
Das Skelett, fachsprachlich auch Skelet (altgriechisch σκελετός skeletós, deutsch ‚ausgetrockneter Körper‘, ‚Mumie‘), ist in der Biologie bzw. in der Anatomie der Körperbestandteil, der die Stützstruktur eines Lebewesens bildet. Unterschieden werden zwei Skelettarten, das Exoskelett als stabile äußere Hülle eines Organismus und das Endoskelett als Stützstruktur im Inneren des Körpers.

## Zytoskelett

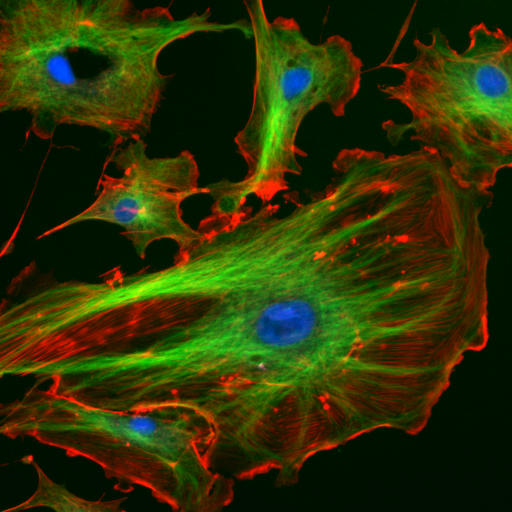
Endothelzellen unter dem Mikroskop. Die Mikrotubuli sind grün, Aktinfilamente rot markiert worden. Die Zellkerne sind blau markiert.

Das Zytoskelett (altgriechisch κύτος kýtos, deutsch ‚Zelle‘, eigentlich „Gefäß, Wölbung“) dient der Stabilisierung und Formwahrung der Zellen. Weiterhin können sich Zellen mit dessen Hilfe bewegen und Stoffe in ihrem Inneren transportieren. Außerdem übernehmen Teile des Zytoskeletts auch Aufgaben in der Signalübertragung zwischen Zellen. Es besteht aus dünnen Proteinen, die die Zelle je nach Bedarf auf- und wieder abbauen kann. Diese werden als Mikrofilamente bezeichnet und verlaufen wie Fasern in alle Richtungen durch die Zelle. Bei Eukaryoten werden drei verschiedene Typen von Filamenten unterschieden: Aktinfilamente, Mikrotubuli und Intermediärfilamente. Die Filamente der Prokaryoten sind zwar homolog zu denen der Eukaryoten, besitzen jedoch einen anderen Aufbau.

## Hydroskelett
Die einfachste Skelettform, die vor allem bei verschiedenen wirbellosen Tieren auftaucht, die als Würmer bezeichnet werden, ist das Hydroskelett, bei dem der äußere Hautmuskel wie ein Schlauch das Wasser im Inneren des Körpers zusammendrückt. Da Wasser kaum komprimierbar ist (d. h. sich nicht zusammendrücken lässt), wirkt der Körper relativ stabil.

## Exoskelett

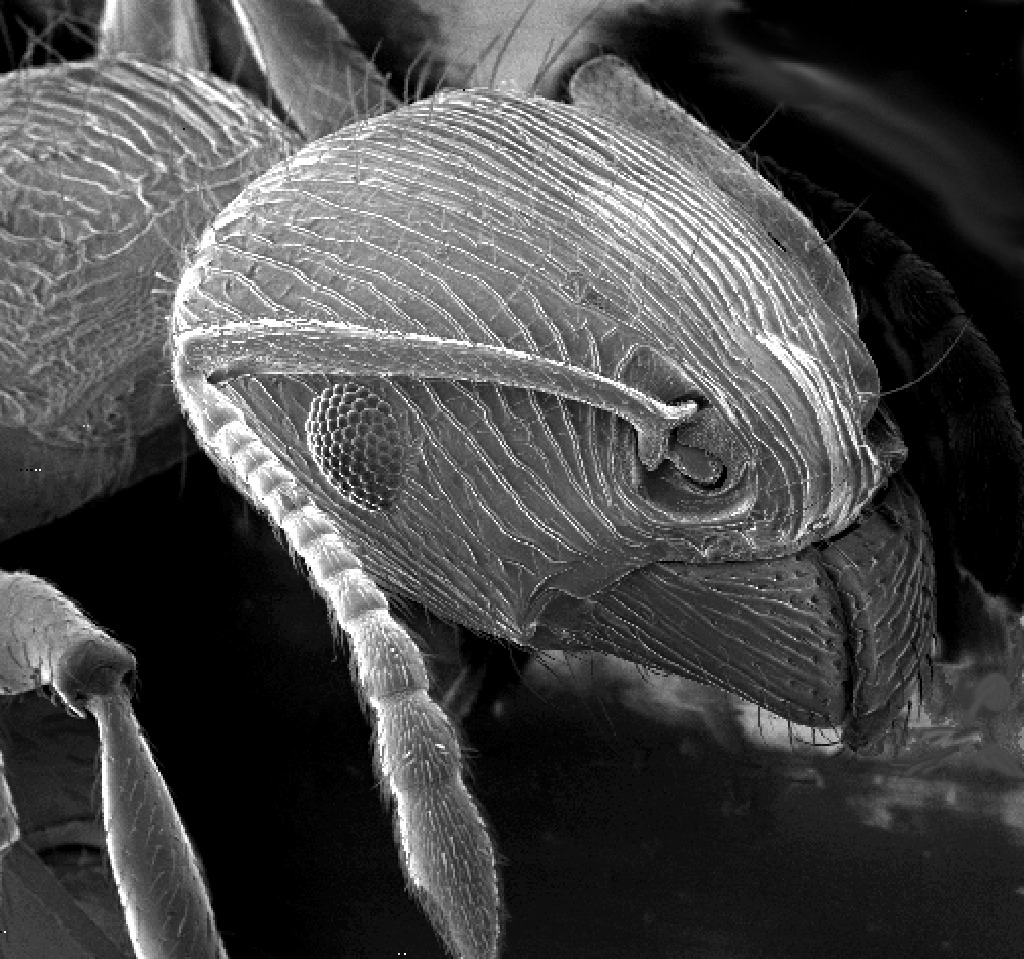
Kopf einer Ameise

Andere Tiere, vor allem die Gliederfüßer (gr: arthropoda), und hier besonders Insekten, Kieferklauenträger und Krebstiere, haben Exoskelette entwickelt. Da diese nur begrenzt mitwachsen können, finden in der Individualentwicklung meistens Häutungen statt, bei denen die während des Wachstums zu klein gewordene Hülle abgestreift wird.
Exoskelette können aus verschiedenen Materialien bestehen. Beispiele hierfür sind Chitin (bei Gliederfüßern), Kalziumverbindungen (bei Korallen, Weichtieren und einigen Vielborstern) oder Silikat (bei Kieselalgen und Strahlentierchen).
Das Exoskelett von Insekten dient nicht nur als Schutz, sondern auch als Oberfläche zum Muskelansatz, als wasserdichter Schutz vor Austrocknung und als Sinnesorgan zur Interaktion mit ihrer Umwelt. Es besteht aus mehreren Schichten mit vier funktionell unterschiedlichen Regionen: Epicuticula, Procuticula, Epidermis und Basallamina. Obwohl das Exoskelett der Gliederfüßer zum Großteil aus Chitin besteht, trifft dies nicht hundertprozentig zu.

## Endoskelett
Vom Endoskelett spricht man, wenn die Stützstruktur der Tiere sich innerhalb des Körpers befindet. Diese Strukturen findet man etwa bei Chordatieren, Stachelhäutern und Schwämmen. Ein Endoskelett gibt dem Körper Halt und Stabilität und ermöglicht ihm die freie Bewegung. Echtes Endoskelett entstammt dem Mesoderm, diese Art von Skelett findet sich in den Chordatieren und den Stachelhäutern.

### Schwämme

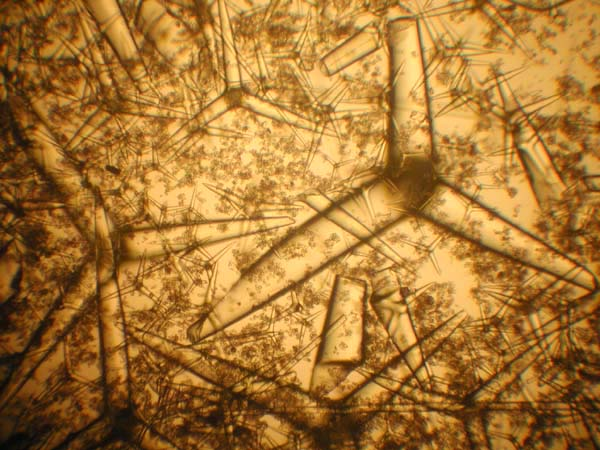
Spicula eines Pachastrelliden

Das Skelett der Schwämme besteht aus mikroskopisch kleinen kalk- oder siliciumdioxidhaltigen Skelettnadeln, den Spicula. Weiterer Bestandteil bei den Hornkieselschwämmen (Demospongiae) ist Spongin. Die Spicula werden von Skelerocyten, einer Zellart im Mesogloea (bindegewebsartige Mittelschicht) gebildet. Je nachdem, ob die Spicula aus Kalk oder Siliziumdioxid gebildet werden, spricht man von Kalk- oder Kieselschwämmen.

### Stachelhäuter
Das Skelett der Stachelhäuter, zu denen unter anderem auch die Seesterne gehören, besteht aus Calcit und einem geringen Magnesiumoxidanteil. Es liegt unterhalb der Oberhaut (Epidermis) im Mesoderm und wird innerhalb von Zellverbänden von Skelettbildungszellen (Sclerocyten) gebildet. Dieses von den Sklerocyten geformte Gebilde (Stereom) ist porös und deshalb fest und zugleich leicht. Es verwächst zu Platten (Ossikeln), die in alle Richtungen wachsen können und somit auch den Verlust eines Körperteils ersetzen können. Gelenke, die einzelne Skelettteile verbinden, können durch die Muskulatur bewegt werden.

### Chordatiere
Das Skelett der Wirbeltiere und der Schädellosen besteht aus festen Elementen, die über Skelettmuskeln gegeneinander bewegt werden können. Bei Menschen und generell bei den meisten Wirbeltiergruppen werden diese Elemente als Knochen bezeichnet. Weiterer wichtiger Baustein von Endoskeletten sind die Knorpel. Bei Säugetieren findet man sie überwiegend in Gelenken. Bei anderen Tieren, wie den Knorpelfischen, zu denen die Haie zählen, ist das Skelett gänzlich aus Knorpeln aufgebaut.
Während Knochen aus Osteozyten (spezifische Zellen des Knochens) besteht, die um sich herum eine Matrix aus Kollagenen aufbauen, in die in organische Elemente wie Hydroxyapatitkristalle (Ca5(PO4)3OH) eingelagert werden, besteht Knorpel aus Chondrozyten (spezifische Zellen der Knorpel), die um sich herum eine wasserreiche Matrix aus Proteoglycan und Glycoproteinen aufbauen. Anhand der Interzellulärmatrix wird zwischen hyalinem, elastischem und Faserknorpel unterschieden.
Knochen bilden neben ihrer Stützfunktion des Körpers und Schutzfunktion für die inneren Organe die mechanische Grundlage, die erst eine Bewegung ermöglicht. Außerdem dienen sie, auf zellulärer Ebene, als Calcium- und Phosphatspeicher.

#### Wirbeltiere
Dem Skelett der Wirbeltiere sind viele Gemeinsamkeiten ansehbar, trotzdem unterscheidet es sich, je nach Lebensraum und Anforderungen, teilweise erheblich. Mit diesen Gemeinsamkeiten und Unterschieden beschäftigt sich die Vergleichende Anatomie.
Das Skelett der Wirbeltiere wird in einen cranialen Teil (Cranium) und einen postcranialen Teil (Postcranium) unterschieden. Der craniale Teil umfasst nur den Schädel, während das Postcranium aus dem übrigen Teil des Skeletts besteht. Das Postcranium wird in das axiale und das appendikuläre Skelett unterteilt. Zum axialen Skelett (Achsenskelett) gehören der Rumpf mit Wirbelsäule, Kreuzbein, Rippen und Brustbein. Dem appendikulären Skelett (Appendikularskelett) werden die Gliedmaßen, der Schultergürtel sowie der Beckengürtel zugeordnet.

##### Fische
Das Skelett der Fische besteht entweder aus Knorpel (Knorpelfische) oder aus Knochen (Knochenfische). Die Hauptmerkmale der Fische, die Flossen, sind mit knöchernen Flossenstrahlen (Radien) verstärkt. Die Flossen, mit Ausnahme der Schwanzflosse, haben keine direkte Verbindung mit der Wirbelsäule, sie werden lediglich durch die an den Flossenträgern (Radiale) ansetzenden Muskeln gestützt. Die Rippen setzen an der Wirbelsäule an und umspannen auch den Bauchraum bis zum After. Ein Brustbein fehlt. Die Gräten bestehen aus verknöchertem Bindegewebe in den Muskelscheiden der Knochenfische.

##### Vögel
Um das Gewicht der Vögel möglichst gering zu halten, sind einige der Vogelknochen mit Luft gefüllt (Pneumatisation). Einige Knochen sind im Laufe der Evolution miteinander fusioniert, so dass das Vogelskelett aus weniger Knochen als das anderer Wirbeltiere besteht.

##### Meeressäuger

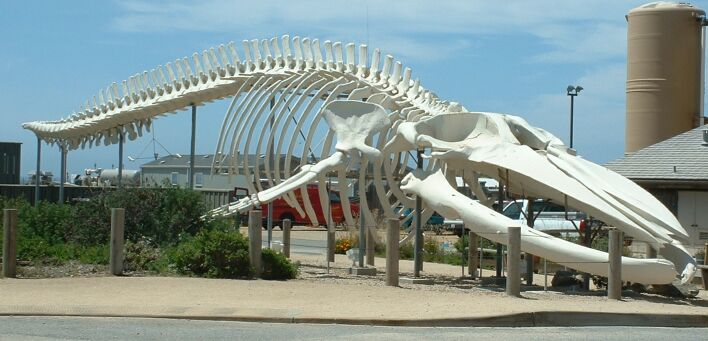
Walskelett

Um eine Fortbewegung der Meeressäuger im Wasser zu erleichtern bzw. zu ermöglichen, haben sich bei ihnen die Vorderextremitäten zu paddelartigen Flossen umentwickelt. Die Hinterbeine gingen entweder gänzlich verloren wie z. B. bei den Walen und Seekühen oder vereinigten sich zu einer einheitlichen Schwanzflosse wie z. B. bei Robben.

##### Menschen

Menschliches Skelett (Frontansicht)

Das menschliche Skelett hat einen Anteil von 12 Prozent am Gesamtgewicht, bei einem 75 Kilogramm schweren Menschen wiegen die Knochen also nur neun Kilogramm. Das Skelett eines erwachsenen Menschen besteht aus etwas über 200 Knochen (genaue Zahlen schwanken zwischen Individuen). Das menschliche Skelett braucht mehrere Jahre, bis es vollständig entwickelt ist. Obwohl der Oberarmknochen (lat. Humerus) bereits im Mutterleib (8. Woche) verknöchert (ossifiziert), ist das Skelett erst um das 20. Lebensjahr herum vollständig entwickelt.

## Fossilien
Skelette und Skelettteile sowie deren Versteinerungen gehören zu den wichtigsten Hinterlassenschaften, die von Lebewesen fossil überliefert sind, oft sogar zu den einzigen, vor allem dann, wenn sie aus festeren Substanzen (Kalk, Silikat) bestehen. Sie bilden dadurch eine wichtige Quelle für das Studium ausgestorbener, aber auch noch lebender Arten. Weichere Skelettteile (etwa aus Knorpel) bleiben dagegen oft nur unter günstigen Bedingungen erhalten. So ist z. B. Dunkleosteus nur durch seinen Schädel- und Nackenpanzer fossil überliefert.
Aus solchen Fossilien werden z. T. weitreichende Schlüsse auf Anatomie, Physiologie, Lebensweise (Zusammenleben, Ernährung, Fortpflanzung etc.), Verbreitung und Ausbreitung, Entstehung und Aussterben oder Verwandtschaft zu anderen Arten gezogen. Dies kann problematisch sein, wenn keine weiteren Quellen zur Verfügung stehen. Beispielsweise können ähnliche Merkmale auf konvergenter Evolution beruhen. Zudem ist die fossile Überlieferung oft sehr lückenhaft.

## Archäozoologie
Auch in der Archäologie spielen Skelettfunde eine wichtige Rolle. Das Fachgebiet der Archäozoologie setzt sich mit der tierartlichen Bestimmung von Skelettfunde aus archäologischen Ausgrabungen auseinander. Es werden dazu Daten unter ökologischen und ökonomischen Aspekten erhoben und ausgewertet. Die Ergebnisse erbringen Kenntnisse über die Jagdgewohnheiten, Domestikationsabläufe und Wirtschaftsweise vor- und frühgeschichtlicher Gesellschaften. Über die Artenzusammensetzung hinaus erbringen anthropogene Spuren an Knochen, Pathologien und die Isotopensignaturen der Skelettelemente weiterführende Daten zu Klimaverhältnissen, Nahrungsnetzen sowie Nahrungsnutzung und -zusammensetzung.